# 乾隆大帝
《乾隆大帝》（英語：War and Remembrance；前名《大內恩仇未了情》）是香港電視廣播有限公司的清裝宮廷電視劇，全劇共40集，由古天樂、翁虹、姜大衛、何寶生、魏秋樺、駱應鈞、麥家琪、雪梨領銜主演，監製張乾文。
1998年1月12日起，下午5:55-6:25播出，每集為30分鐘。

## 故事大綱
雍正帝（羅樂林飾演）一心希望四皇子弘曆（古天樂飾演）能繼承皇位，卻遭五皇子弘晝（何寶生飾演）及十七王爺允禮（駱應鈞飾演）破壞。
弘晝及允禮利用江湖秘密組織忠義堂布下陷阱，以美女查小玉（翁虹飾演）作餌，俘虜弘曆。
雍正無計可施，唯有三顧茅廬親訪曾靜（姜大衛飾演），道出一段驚世秘聞－－弘曆乃雍正與呂四娘（雪梨飾演）所生之子。曾靜因為深愛四娘，願意達成其遺志，決定答應營救弘曆。
另一邊廂，弘曆與小玉漸生情愫，小玉更冒險幫曾靜救出弘曆。
就在弘曆登上皇位之時，允禮等利用小玉的身世，密謀顛覆，更不斷唆擺乾隆，令他與曾靜、小玉嫌隙日深。此時，乾隆已變得權欲熏心，竟忘卻往日恩義，大開殺界，令局勢一發不可收拾......

## 演員表

### 皇宮
| 演員   | 角色          | 關係／暱稱 |
| 黃煒林 | 愛新覺羅·允礽 | 理亲王 雍正、允禩、允祹、允禮之二哥 弘暉、乾隆、弘晝、弘曕之二伯 已去世                                                                                       |
| 羅樂林 | 愛新覺羅·胤禛 | 雍正帝 允礽之四弟 允禩、允祹、允禮之四哥 弘暉、乾隆、弘晝之父 弘曕之四伯 於第10集病逝                                                                         |
|        | 烏喇那拉氏    | 孝敬憲皇后 雍正之妻 弘暉之母 已去世 |
| 劉桂芳 | 鈕姑祿氏      | 孝聖憲皇后，後為崇慶皇太后 雍正之妾 乾隆之母 |
|        | 耿 氏         | 耿貴妃 雍正之妃 弘晝之母 已去世 |
| 鄭家生 | 愛新覺羅·允禩 | 廉亲王，後為阿其那 允礽、雍正之八弟 允祹、允禮之八哥 弘暉、乾隆、弘晝之八叔 弘曕之八伯 已去世                                                                 |
| 魏惠文 | 愛新覺羅·允祹 | 履亲王 允礽、雍正、允禩之十二弟 允禮之十二哥 弘暉、乾隆、弘晝之十二叔 弘曕之十二伯                                                                            |
| 駱應鈞 | 愛新覺羅·允禮 | 果亲王 允礽、雍正、允禩、允祹之十七弟 弘曕之父 弘暉、乾隆、弘晝之十七叔 利用弘晝、鄧金鳳 於第14集殺死周敬安 於第19集派人毒死鄧金鳳 於第20集用弘曕之劍自刎而死 |
| 李志偉 | 愛新覺羅·弘暉 | 大皇子，後為端亲王 雍正、烏喇那拉氏之子 允礽、允禮之侄 乾隆、弘晝之大哥 弘曕之堂兄 已去世                                                                     |
| 古天樂 | 愛新覺羅·弘曆 | 四皇子，後為乾隆帝 雍正、鈕姑祿氏之子 允礽、允禮之侄 弘暉之四弟 弘晝之四哥 弘曕之堂兄 於第11集繼位                                                            |
| 馮曉文 | 富察氏        | 孝賢純皇后 乾隆之妻 |
| 翁 虹  | 查小玉        | 玉妃，后为敬德皇贵妃 乾隆之妃 査嗣庭之孫女 於第20集投火自盡                                                                                                   |
| 何寶生 | 愛新覺羅·弘晝 | 五皇子，後為和亲王 雍正、耿氏之子 允礽、允禮之侄 弘暉、乾隆之五弟 弘曕之堂兄 被允禮利用 於第13集上吊自盡                                                      |
| 康 華  | 吳札庫氏      | 弘晝之妻 |
| 戴少民 | 愛新覺羅·弘曕 | 果郡王 允禮之子 允礽、雍正之侄 乾隆、弘晝之堂弟 利用鄧金鳳 於第14集回京 於第16集迷姦鄧金鳳 于第20集被曾静所杀 历史上为雍正之子，过继给允礼                    |
| 陸婉芬 | 荏格格        | |

### 其他演員
| 演員   | 角色         | 關係／暱稱                                                                                 |
| 姜大衛 | 曾 靜        | 天地會總舵主 乾隆之恩人 於第20集自盡                                                       |
| 麥家琪 | 鄧金鳳       | 鄧九公、鄧夫人之次女 鄧敏德之妹 被允禮、弘曕利用 於第16集被弘曕迷姦 於第19集被允禮派人毒死 |
| 魏秋樺 | 唐夫人       | 曾靜之好友 於第15集病逝                                                                    |
| 雪 梨  | 呂四娘       | 雍正之愛人 呂留良之女                                                                      |
| 林映輝 | 綠 珠        | 曾靜之丫環 於第20集被火槍打死                                                              |
| 鮑 方  | 鄂爾泰       | 雍正、乾隆之重臣                                                                           |
| 夏韶聲 | 周敬安       | 允禮之心腹 於第6集殺死鄧九公 於第12集殺死多隆全家 於第14集被允禮殺死                       |
| 江 漢  | 鄧九公       | 忠義堂堂主 鄧敏德、鄧金鳳之父 查小玉之師父 於第6集被周敬安殺死                             |
| 廖麗麗 | 鄧夫人       | 鄧敏德、鄧金鳳之母                                                                         |
| 陳榮峻 | 鄧敏德       | 鄧九公、鄧夫人之長子 鄧金鳳之兄                                                            |
| 談泉慶 | 呂留良       | 呂四娘之父                                                                                 |
| 沈 威  | 多 隆        | 查小玉之養父，本名俞鸿图 誣害查嗣庭之元兇 於第12集被周敬安殺死                             |
| 羅 蘭  | 多隆妻       | 查小玉之養母 誣害查嗣庭之元兇 於第12集被周敬安殺死                                         |
| 梁欽棋 | 秦笑天       | 神醫 於第13集任職太醫                                                                      |
| 徐忠信 | 年羹堯       | 雍正之重臣                                                                                 |
| 郭政鴻 | 張懷玉       | 乾隆之好友                                                                                 |
| 林敬剛 | 阿骨打       | 乾隆之心腹                                                                                 |
| 李海生 | 張七喜       | 武當派掌門 於第20集被火槍打死                                                              |
| 區 嶽  | 太 醫        |                                                                                            |
| 孫季卿 | 太 監        |                                                                                            |
| 曹 濟  | 太 監        |                                                                                            |
| 陳勉良 | 太 監/王公公 |                                                                                            |
| 梁照豪 | 福 惠        |                                                                                            |
| 河國榮 | 史密夫       |                                                                                            |
| 羅立勤 | 大內侍衛     |                                                                                            |
| 盧卓南 | 大內侍衛     |                                                                                            |
| 黃偌儀 | 宮 女        |                                                                                            |
| 湯俊明 | 侍衛乙       |                                                                                            |
| 孫恩明 | 侍衛甲       |                                                                                            |
| 陳楚翹 | 婢 女        |                                                                                            |
| 鄧煜榮 | 觀眾甲       |                                                                                            |
| 龍志成 | 觀眾乙       |                                                                                            |
| 譚一清 | 軍機大臣     |                                                                                            |
| 陳中堅 | 宗人府       |                                                                                            |
| 曾健明 | 內事大臣     |                                                                                            |
| 凌 漢  | 史貽直       |                                                                                            |
| 呂劍光 | 隆科多       |                                                                                            |
| 陳向瑩 | 小 翠        |                                                                                            |
| 黃清榕 | 宮 女/喜 兒  |                                                                                            |
| 王大偉 | 忠義堂手下   |                                                                                            |
| 沈星銘 | 忠義堂手下   |                                                                                            |
| 方 傑  | 陳國光       |                                                                                            |
| 石     | 陳家僕人     |                                                                                            |
| 張漢斌 | 韋府僕人     |                                                                                            |
| 蘇恩磁 | 阿珂         |                                                                                            |
| 溫雙燕 | 沐劍屏       |                                                                                            |
| 溫裕紅 | 雙兒         |                                                                                            |
| 溫裕紅 | 林光妻       |                                                                                            |
| 張英才 | 韋小寶       |                                                                                            |
| 李子奇 | 賈文儒       |                                                                                            |
| 麥嘉倫 | 太 監        |                                                                                            |
| 馮瑞珍 | 奶 媽        |                                                                                            |
| 俞 明  | 二 伯        |                                                                                            |
| 何璧堅 | 三 伯        |                                                                                            |
| 焦 雄  | 六 叔        |                                                                                            |
|        | 中太尼姑     |                                                                                            |
| 何美好 | 慧 如        |                                                                                            |
| 黃天鐸 | 王真人       |                                                                                            |
| 曾慧雲 | 王 妻        |                                                                                            |
|        | 忠義堂陀主   |                                                                                            |
| 劉永晉 | 張徒弟       |                                                                                            |
| 雷穎怡 | 紅 袖/侍 婢  |                                                                                            |
| 黃 新  | 大 師        |                                                                                            |
| 陳燕航 | 宮 女        |                                                                                            |
| 博 君  | 陳林光       |                                                                                            |
| 邱萬城 | 班 隆        |                                                                                            |

## 軼事
- 飾演曾靜的姜大衛，曾在麗的電視劇集《大內群英》飾演同一角色，羅樂林及魏秋樺亦有參演。

## 外部連結
- tvcity.tvb
- （页面存档备份，存于）